# Фероцерій

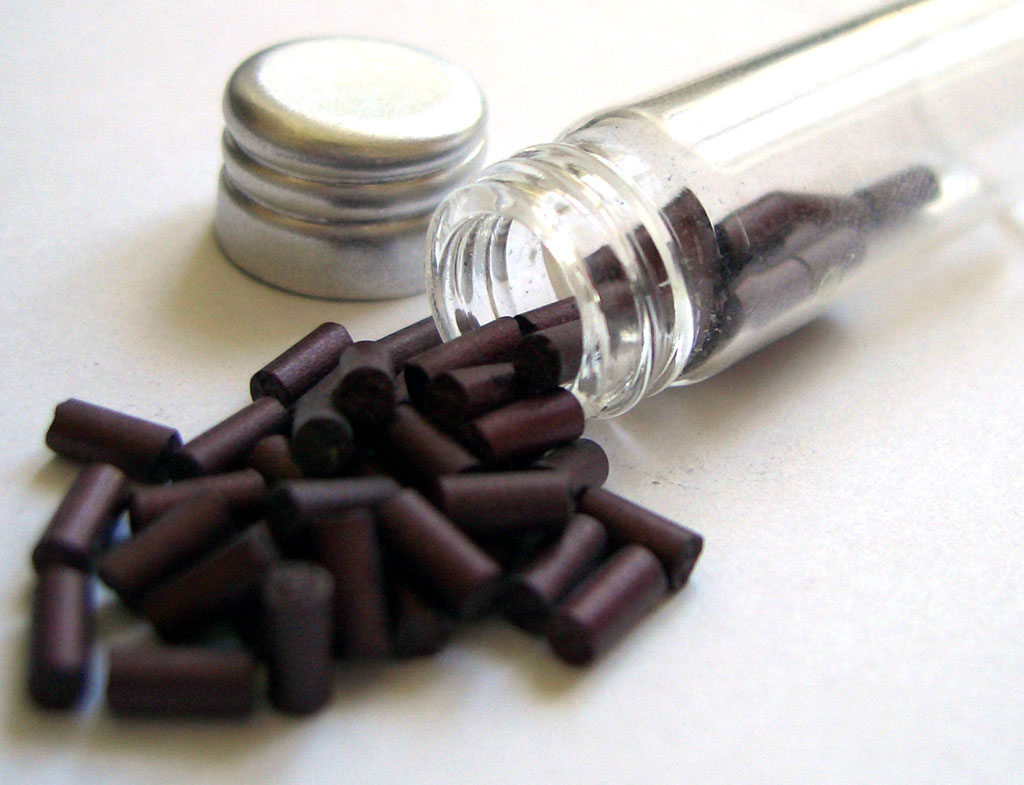
Феррцерієвий сплав застосовується для виготовлення кресальних каменів запальничок.
На зображенні: кресальні камені з фероцерію для запальнички

Фероце́рій — синтетичний феросплав  мішметалів, що містить,%: Ce(церій) 40-45; La 18-25(лантан); Nd 10-12 (неодим); Pr (празеодим) 5-7; Fe (залізо) не більше 15, загартований шляхом додавання оксидів заліза та/або магнію. Фероцерій — пірофорний сплав (сплав, що дає іскру при терті), відомий також під назвою метал Ауера, за іменем відомого австрійського хіміка Карла Ауера фон Вельсбаха, який вперше його виготовив і запатентував у 1903 році. При ударі об твердіший матеріал тертя утворює гарячі фрагменти, які швидко окислюються під впливом кисню повітря, створюючи іскри, температура яких може досягати 3315 °C. Цей ефект зумовлений низькою температурою займання церію, яка становить від 150 до 180 °C.
Назва утворена від двох основних компонентів: заліза (від латини: ferrum) та рідкоземельного елемента церію, який є найпоширенішим серед лантаноїдів у суміші. За винятком додаткових оксидів заліза та магнію, що додаються для її зміцнення, суміш приблизно відповідає комбінації, яка зустрічається природним чином у хвостах видобутку торію, який досліджував Ауер фон Вельсбах.

## Застосування
Фероцерій має багато комерційних застосувань, таких як джерело запалювання для запальничок, запалювальні пристрої для газового зварювання та різаків, розкислення в металургії та фероцерієві стрижні. Через здатність фероцерію займатися за несприятливих умов, стержні з фероцерію (також звані феростержнями, іскровими стрижнями та крем'яними іскровими запальничками) зазвичай використовуються як аварійний пристрій для розпалювання вогню в комплектах для виживання. У цьому випадку фероцерій називають «кременем», оскільки обидва використовуються для розпалювання вогню. Однак фероцерій та природний кремінь мають протилежні механічні властивості.

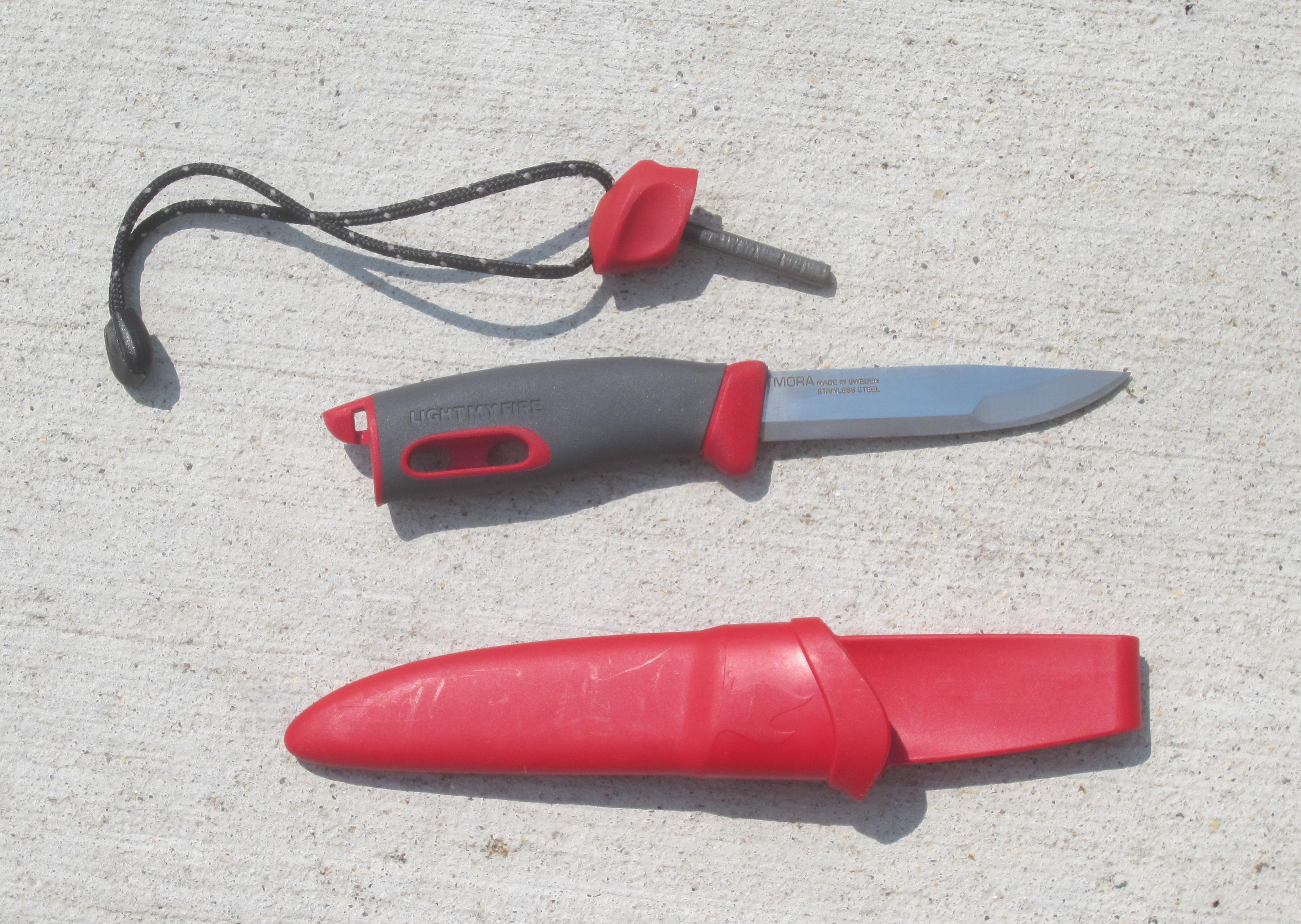
Ніж Мора з фероцерієвим стрижнем, який можна зберігати в рукоятці

Фероцерій використовується для розпалювання вогню разом із кресалом, подібно до природного кременю та сталі, але у запальничках фероцерій виконує протилежну роль порівняно з традиційною системою, адже замість природного кременю, який б'є крихітні частинки заліза з кресала, кресало (яке може бути у формі загартованого сталевого колеса) збиває частинки фероцерію з «кременя». Це ручне тертя створює іскру завдяки низькій температурі займання церію між 150–180 °C. Для отримання іскор можна використовувати будь-який матеріал, твердіший за сам стрижень. Хоча кресало повинно мати гострий кут, гостру крайку або рифлену накатку для отримання іскор, вуглецева сталь не потрібна.
У металургії фероцерій застосовується для модифікування металів: додавання 4 кг (0,4%) фероцерієво-магнієвого сплаву до тонни чавуну подвоює міцність чавуну, і такий чавун  можна використовувати замість сталі у багатьох випадках, особливо при виготовленні колінчастих валів; цей високоміцний чавун на 20-25% дешевше за інші виливки і в 3-4 рази дешевший за сталеві поковки. Зносостійкість проти стирання чавунних шийок валів була в 2-3 рази вищою, ніж у сталевих. Колінчасті вали з високоміцного чавуну вже використовуються в тепловозах, тракторах та іншій важкій техніці.
У виробництві сталі добавка з фероцерієвого сплаву зменшує небажані оксиди заліза, зв'язує кисень і сірку, а також сприяє дегазації. 